# 유카리노 코유키
유카리노 코유키(일본어: ゆかりの 小雪 ゆかりの こゆき[*], 1993년 9월 8일 - )는 일본의 탤런트이다. 전 다카라즈카 가극단 츠키구미 여역이다.
오사카부 오사카시, 테즈카야마가쿠인 고등학교 출신이다. 키 160cm, 혈액형 O형이다. 애칭은 "코유키"이다. 재단 시절의 예명은 유카리노 코유키(紫乃小雪)이다

## 약력
2010년, 다카라즈카 음악학교에 입학하였다.
2012년, 다카라즈카 가극단 98기생으로 입단. 입단 당시 성적은 14등이다. 소라구미 「화려한 나날 / 크라이 맥스」로 유카리노 코유키(紫乃小雪)로써 초무대를 하였다.
2013년, 구미마와리를 거치고 츠키구미에 배속되었다.
2015년, 바우 워크샵 「A-EN ARTHUR VERSION」으로 바우홀 공연 첫 히로인을 맡았다.
2016년, 류 마사키 퇴단공연 「NOBUNAGA」으로 신인공연 첫 히로인을 맡았다.
2017년 10월 8일, 「All for One」 도쿄 공연 천추락을 기해, 다카라즈카 가극단을 퇴단하였다.
퇴단 후에는 유카리노 코유키(ゆかりの小雪)로 예명을 바꾸고 예능 활동을 재개했다.

## 인물
어렸을 때부터 무대에서 춤을 추거나 노래하는 것을 좋아했고, 학창시절에는 코러스부에 소속되어 있었다.
다카라즈카 첫 관람은 2002년 하나구미 공연 「호박색 빛에 젖어／Cocktail」이다. 자신도 이 무대 위에 서고 싶다는 생각에 음악학교 수험을 결심했다.